# Дејан Келхар
Дејан Келхар (Брежице, 5. април 1984) словеначки је фудбалер који игра у одбрани.

## Каријера
У фебруару 2014. године је потписао уговор са Црвеном звездом. Са црвено-белима је остао до краја сезоне и освојио титулу. 
У августу 2014. је након пробе потписао уговор са екипом Шефилд венсдеја која наступа у Чемпионшипу.

## Трофеји

### Црвена звезда
- Првенство Србије (1) : 2013/14.